# Sebastião da Fonseca Lucas
Sebastião da Fonseca Lucas (26 de juliol de 1927 - 27 de gener de 2000), conegut com a Matateu, fou un futbolista portuguès de la dècada de 1950. Fou 27 cops internacional amb la selecció portuguesa. Pel que fa a clubs, defensà els colors de CF Os Belenenses 13 temporades.
El seu germà Vicente da Fonseca Lucas també fou futbolista.